# ریلی آر ام
ریلی آرام (Riley RM) خودرویی است که در سال‌های ۱۹۴۵ تا ۱۹۵۵تولید شده‌است. طول آن در حالت طبیعی ۱۷۹ اینچ (۴٬۵۴۷ میلیمتر)، عرض آن در حالت طبیعی ۶۳ اینچ (۱٬۶۰۰ میلیمتر) و ارتفاع آن در حالت طبیعی ۵۹ اینچ (۱٬۴۹۹ میلیمتر) است.

## نگارخانه

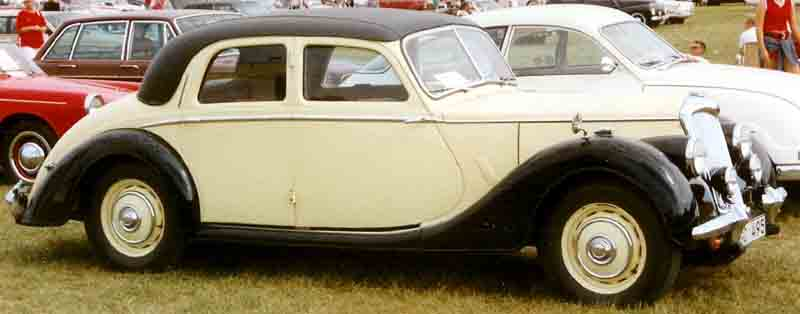
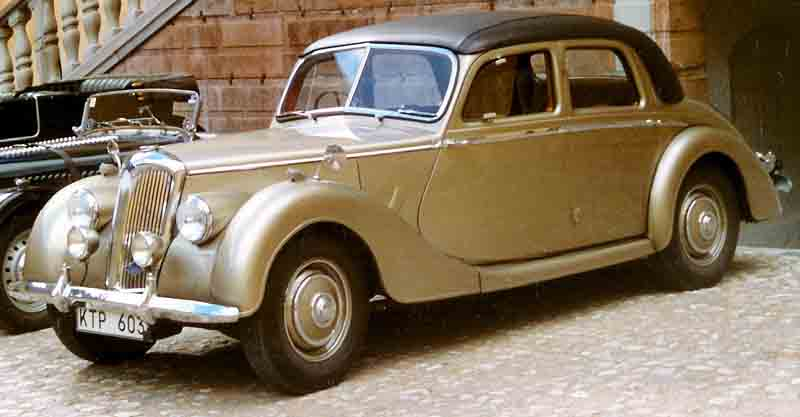
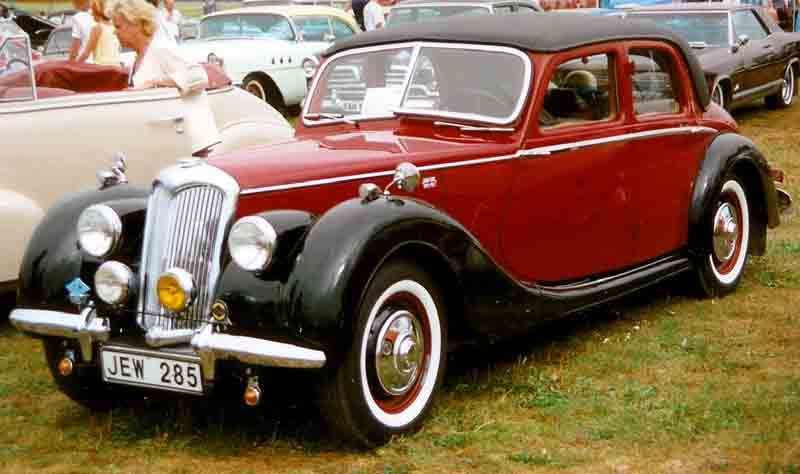
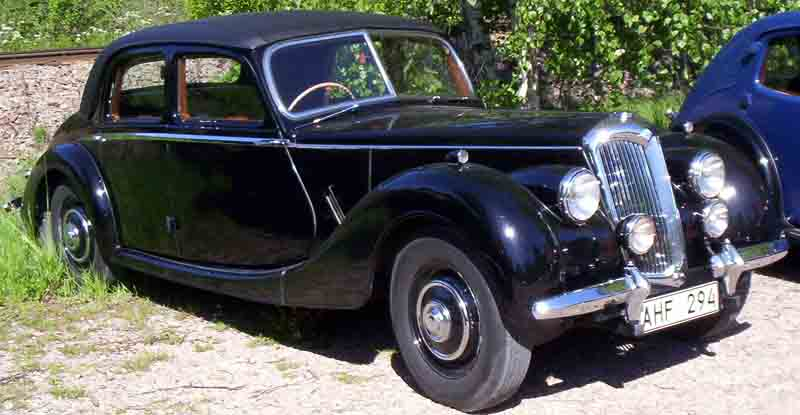
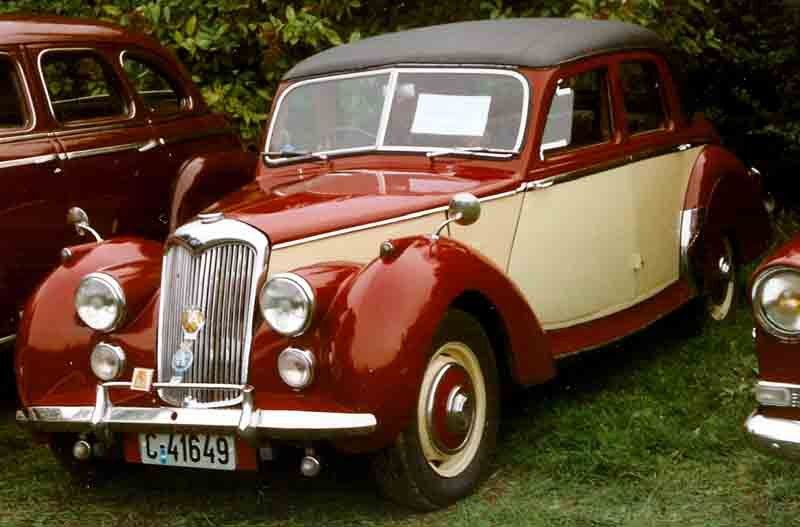
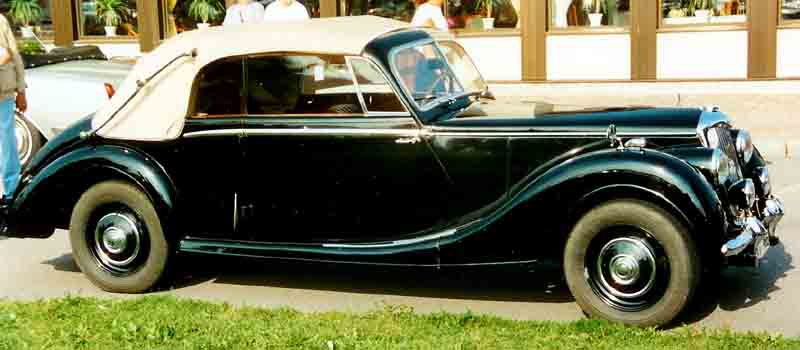
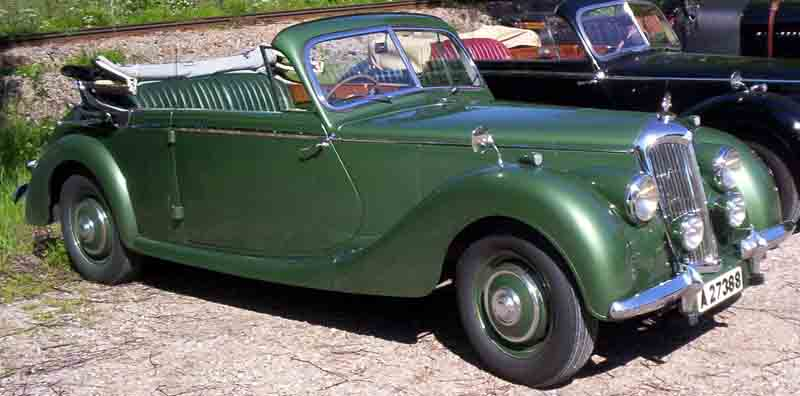
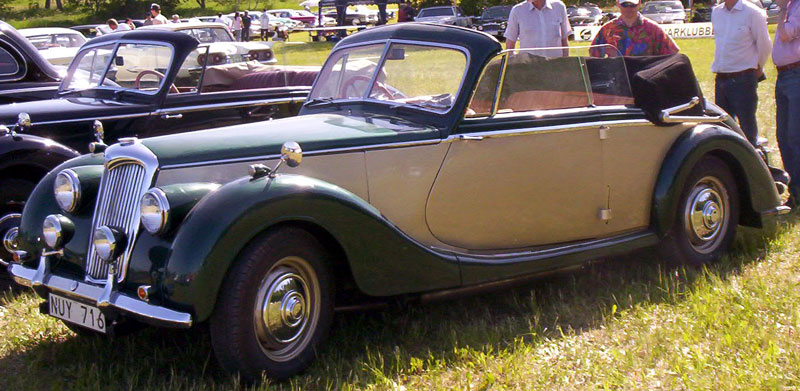